# 纳戈尔诺-卡拉巴赫独立公民投票
纳戈尔诺-卡拉巴赫共和国独立公民投票于1991年12月10日举行，超过99.98%投票者投赞成票。 该公投遭到占该地区人口20%的阿塞拜疆人的抵制。该公投没有获得阿塞拜疆的同意，并不被联合国成员国认可。

## 公投过程
根据组织“纳戈尔诺-卡拉巴赫共和国全民公投暂行条例”规定进行全民投票后，如果投票率至少为50%且至少有2/3的选民投票支持某一选项，则该投票结果将被采纳。
选票上以亚美尼亚文、阿塞拜疆文和俄文三种文字书写问题以及“是”、“否”字样（选民需划掉不选的一项）。
| 亚美尼亚语 |  |
| 阿塞拜疆语 | ‎ |
| 俄语       |  |